# Margot (Picasso)
Margot o Donna imbellettata è un dipinto a olio su cartone (69,5x57 cm) di Pablo Picasso, realizzato nel 1901 e conservato nel Museo Picasso di Barcellona. L'opera è nota anche come L'attesa (La Espera, in spagnolo) o Prostituta con una mano sulla spalla.

## Storia e descrizione
Nel 1901 Picasso non ancora ventenne si era stabilito a Madrid, e andava cercando un proprio stile personale, sperimentando le varie possibilità che gli offrivano il suo retaggio accademico paterno, i maestri del passato e gli artisti a lui contemporanei delle recenti novità dell'impressionismo e del post-impressionismo. Dopo un'incursione deludente nello stile classicheggiante, rappresentato dalla Donna in blu esposta senza successo e con stroncatura della critica, le opere dei mesi successivi sembrano guardare di nuovo alla Francia, visitata un anno prima e comunque centro d'attenzione di chi cercava gli esempi più d'avanguardia, pubblicati da riviste e stampe. 
La Donna imbellettata è un ritratto dell'amica prostituta affetta da nanismo Margot a mezza figura, che si protende in avanti coi gomiti appoggiati su un piano, forse un tavolino scuro, e offre allo spettatore uno sguardo sfrontato, ma non diretto, deviato di poco verso destra per dare un senso di pensierosa malinconia: sembrerebbe uscito da una di quelle scene di tabarin di Toulouse-Lautrec. Tuttavia qui il colore è steso a pennellate squadrate di colori base, giustapposte ma non fuse, secondo l'estetica che andavano sperimentando i primi Nabis e che porterà al pointillisme. La tecnica consisteva nello stendere i colori densi con un pennello duro e squadrato, e all'occorrenza grattare il colore in eccesso con una spatolina. L'effetto è particolarmente brillante nello sfondo, dove il verde e il giallo ricordano certi campi di Van Gogh, mentre per la figura in primo piano il rosso della veste e del cappello con una rosa, o l'incarnato biancastro tendente al verdognolo appaiono più spenti, anticipando i toni fortemente malinconici delle sue opere del cosiddetto "periodo blu", in cui Picasso giungerà a uno stile pienamente personale e riconoscibile.